# Lactantius
Lucius Caecilius Firmianus Lactantius (asi 260 – 317) byl římský církevní otec, teolog a spisovatel, který pocházel z Afriky. Diocletianus ho povolal jako učitele rétoriky do svého sídelního města Nikomédie, kde se Lactanius stal křesťanem. Za nedlouho se stal vychovatelem Konstantina Velikého.
Lactaniovo dílo Divinae institutiones (Božské základy, 7 knih) je jedním z prvních apologetických děl křesťanské literatury v latině.
V češtině vyšly jeho spisy O pravé poctě Boží (Mladá Boleslav, 1518; 2. vyd. Praha, 1786) a O smrti pronásledovatelů (Olomouc 2017).